# 惑星地質学

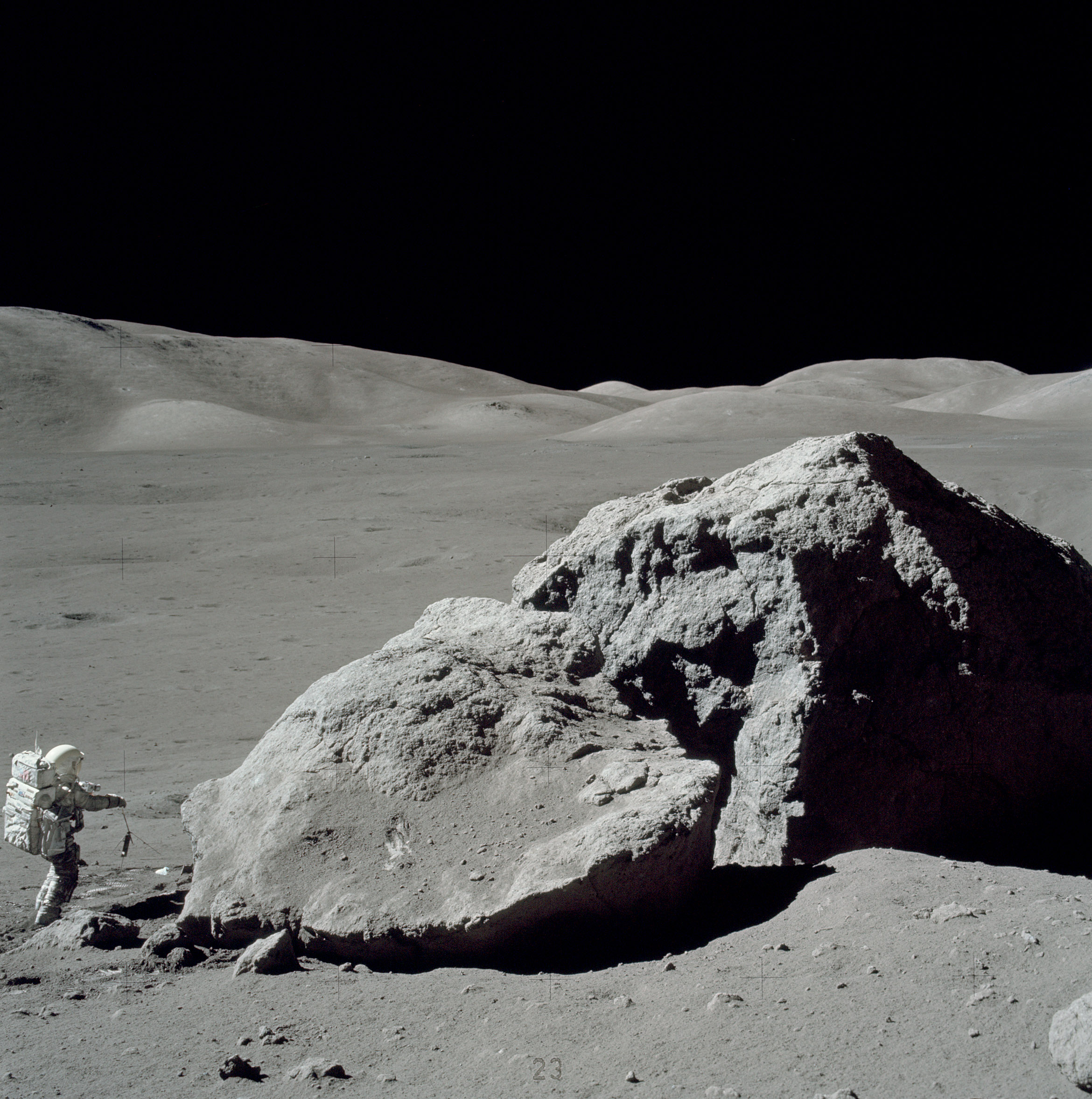
アポロ17号ミッションの間に月試料を収集する、惑星地質学者およびNASA 宇宙飛行士である ハリソン・シュミット。

惑星地質学（わくせいちしつがく、英語: planetary geology、astrogeology、exogeology）またはアストロジオロジーとは、惑星とその衛星、小惑星、彗星、および隕石などの天体の地質学に関連する惑星科学の分野である。その「地」という接頭辞は、通常、地球の項目や、それに関連するものを示すが、惑星地質学は、歴史的かつ利便性の理由から、そのように名づけられている。それに含まれる調査の種類により、地球に基づく地質学にも密接に関連付けられる。
惑星地質学は、地球型惑星の内部構造を判断する項目などを含み、惑星の火山活動および衝突クレーター、河川や堆積作用などの地表過程も考察する。木星型惑星の構造も調査し、小惑星、カイパーベルト天体および彗星などの太陽系小天体の構成も吟味する。

## 歴史
ユージン・シューメーカーは、1960年代初めにアストロジオロジーの部門（現在は、アメリカ地質調査所内におけるアストロジオロジー研究プログラム と呼ばれる）を設立したとして高い評価を得ている。シューメーカーは、衝突クレーター、月理学、小惑星、彗星の分野およびその研究に重要な貢献を果たした。
アリゾナ州ウィンズローの近くのバリンジャー隕石孔のビジター・センターは、アストロジオロジーの博物館を含む。

## 関連文献
- J. F. Bell III, B. A. Campbell, M. S. Robinson (2004). Remote Sensing for the Earth Sciences: Manual of Remote Sensing (3rd ed.). John Wiley & Sons 2006年8月23日閲覧。
- Roberge, Aki (1998年4月21日). “The Planets After Formation”.   Department of Terrestrial Magnetism. 2006年8月13日時点のオリジナルよりアーカイブ。2006年8月23日閲覧。

### 各惑星・衛星の地質
- 地球外の地形の一覧
- 地球の地質史（英語版）
- 水星の地質
- 金星の地質（英語版）
- 月の地質
- 火星の地質（英語版）
- カリストの地質
- エウロパの地質
- ガニメデの地質
- イオの地質（英語版）
- タイタンの地質（英語版）
- トリトンの地質
- 冥王星の地質（英語版）